# Калецкий, Павел Исаакович
Павел Исаакович Калецкий (1906, Могилёв —  5 февраля 1942, Ленинград) — советский филолог, литературовед и историк литературы, литературный и театральный критик, фольклорист, библиограф и редактор.

## Биография
Родился в Могилёве в семье инженера Исаака Калецкого и Веры Борисовны Калецкой (урождённая Жислина). Дед — Борух Моисеевич Жислин — был учителем Чериковского казённого еврейского училища.
В 1923 году семья переехала в Петроград. В 1930 году окончил литературное отделение 1-го Московского государственного университета (по другим источникам окончил филологический факультет МГУ в 1932 году). Работал в библиотеке Коммунистического университета имени Я. М. Свердлова, затем в Госиздате.
Дебютировал в 1931 году со статьёй «Литературный нигилизм Лескова» в четвёртом номере журнала «Натиск».
Весной 1933 года как троцкист был выслан в Воронеж, преподавал в Воронежском государственном педагогическом институте, вёл курсы фольклора и истории русской литературы на заочном отделении, работал учителем в школе, редактором литературно-художественных и детских книг в издательствеве «Коммуна», рецензентом по зрелищам в редакции газеты «Коммуна». Публиковался в журнале «Подъём». Редактор альманаха «Писатели ЦЧО» (Воронеж, 1934). Был в центре литературной жизни Воронежа, в 1933—1935 годах близко общался с сосланным в Воронеж Осипом Мандельштамом.
В 1934 году был принят кандидатом в члены Союза писателей СССР. В июле 1935 года вернулся в Ленинград, работал в Библиотеке Академии наук СССР. С февраля 1936 года — консультант-библиограф в сценарном отделе «Ленфильма». Был научным сотрудником ИРЛИ АН СССР, где специализировался на изучении древнерусского песенного фольклора, древнерусской литературы и литературы XIX века. Доцент Ленинградского государственного педагогического института имени А. И. Герцена.
Во второй половине 1930-х годов публиковался в журналах «Литературный критик», «Литературный современник», сборнике «Советский фольклор». Автор статей по истории русской поэзии и фольклору, рецензий на публикации советских прозаиков и поэтов.
Умер от голода во время блокады Ленинграда. Похоронен в одной из братских могил на Серафимовском кладбище.

## Семья
- Брат — Григорий Исаакович Калецкий, инженер, выпускник строительно-построечного отделения Московского института инженеров транспорта (1926)[7].
- Дочь — Татьяна Павловна Калецкая (1937—2019), сценарист; её муж и соавтор А. И. Гельман[8]. Внук — Павел Гельман, сценарист.
- Двоюродная сестра — Надежда Давыдовна Вольпин, переводчица. Двоюродный брат — Михаил Давыдович Вольпин, сценарист и драматург[9].